# Acianthera hondurensis
Acianthera hondurensis é uma espécie de orquídea (Orchidaceae) que existe do México à Costa Rica, antigamente subordinada ao gênero Pleurothallis.

## Publicação e sinônimos
- Acianthera hondurensis (Ames) Pridgeon & M.W.Chase, Lindleyana 16: 244 (2001).

Sinônimos homotípicos:
- Pleurothallis hondurensis Ames, Schedul. Orchid. 7: 20 (1924).